# Deutsche Aussprache (Siebs)
Deutsche Aussprache ist ein deutsches Aussprachewörterbuch, das erstmals 1898 unter dem Titel Deutsche Bühnenaussprache erschien. Das anfangs unter Leitung von Theodor Siebs herausgegebene Werk war lange maßgebend für die Regelung der deutschen Aussprache (Orthoepie). 1969 wurde mit der 19. Auflage das Wort Bühnenaussprache im Titel durch Aussprache ersetzt und zum ersten Mal neben einer sogenannten reinen Hochlautung eine gemäßigte Hochlautung beschrieben.
Siebs versuchte, eine Normierung der Aussprache der deutschen Schriftsprache durchzusetzen. Die Schriftsprache selbst basiert im Wesentlichen auf hochdeutschen Dialekten, die von Siebs vorgeschlagene Aussprache orientierte sich aber weitgehend an norddeutschen Konventionen. So legte Siebs fest, dass anlautendes s als stimmhaftes [z] und nicht wie im Süden des Sprachraums (Süddeutschland, Pfalz, Österreich, Deutschschweiz, Südtirol und verstreute Sprachinseln) üblich als stimmloses [s] auszusprechen sei.
Die im Buch anhand von Ausspracheregeln und einem Wörterverzeichnis beschriebene Aussprache war in zahlreichen Aspekten fern der sprachlichen Realität der meisten Sprecher. In Österreich führten Bedenken bezüglich der Anwendung der Siebs’schen Regelungen für den Unterricht in den 1950er Jahren zur Herausgabe eines Österreichischen Beiblattes zu Siebs „Deutsche Hochsprache – Bühnenaussprache“, das für Österreich einige Regelungen adaptierte.
Schon kurz nach seinem Erscheinen war „der Siebs“ heftiger Kritik ausgesetzt. So schrieb Wilhelm Viëtor, die für das Versdrama optimierte überartikulierte Siebs’sche Aussprache wirke in der Alltagskommunikation „geziert und daher lächerlich“.
Die Bedeutung des Siebs’schen Wörterbuchs ist seit dem Erscheinen weiterer Aussprachewörterbücher, wie des Dudens, Band 6: Das Aussprachewörterbuch und des Wörterbuches der deutschen Aussprache des Instituts für Sprechwissenschaft und Phonetik der Martin-Luther-Universität Halle-Wittenberg, zurückgegangen, deren Aussprachenormen näher am tatsächlich gesprochenen Standarddeutschen liegen.

## Ausgaben
- Theodor Siebs (Begr.): Deutsche Aussprache. Reine und gemäßigte Hochlautung mit Aussprachewörterbuch/Siebs. Hrsg. von Helmut de Boor u. a. 19., umgearb. Auflage. De Gruyter, Berlin 1969 (Nachdruck: VMA-Verlag, Wiesbaden 2000, ISBN 3-928127-66-7).
- Theodor Siebs: Deutsche Bühnenaussprache. 12. Auflage. Albert Ahn, Bonn 1920.